# Parlamentswahl in Estland 1926
Die estnische Parlamentswahl 1926 fand vom 15. bis 17. Mai statt. Es waren die Wahlen zur dritten Legislaturperiode des estnischen Parlaments (Riigikogu) nach Verabschiedung der estnischen Verfassung von 1920.

## Reform des Wahlgesetzes
Die 100 Abgeordneten wurden nach dem Verhältniswahl für eine Legislaturperiode von drei Jahren gewählt. Die Parteien stellten für die Wahl Listen für die zehn Wahlkreise auf. Dieselben Kandidaten konnten in mehreren Wahlkreisen kandidieren. Die Sitzzuteilung erfolgte nach dem D’Hondt-Verfahren.
Als Folge der Parlamentswahl 1923, bei denen sich 26 Parteien und Gruppierungen zur Wahl gestellt und vierzehn den Einzug ins Parlament geschafft hatten, wurde das Wahlgesetz im Februar 1926 geändert. Ziel war es, einer erneuten Zersplitterung entgegenzuwirken und die Arbeit des Parlaments zu erleichtern. Alle Parteien mussten eine Kaution hinterlegen, um zur Wahl zugelassen zu werden. Außerdem führte Estland eine Sperrklausel ein: nur wenn eine Partei zwei Abgeordnetensitze errungen hat, konnte sie ins Parlament einziehen.

## Konsolidierung des Parteiensystems
1925 hatte sich auch das estnische Parteiensystem weiter konsolidiert. Die sozialdemokratische Estnische Sozialdemokratische Arbeiterpartei (Eesti Sotsiaaldemokraatiline Tööliste Partei) vereinigte sich im April 1925 mit Teilen der linkssozialistischen Unabhängigen Sozialistischen Arbeiterpartei (Iseseisev Sotsialistlik Tööliste Partei) zur Estnischen Sozialistischen Arbeiterpartei (Eesti Sotsialistlik Tööliste Partei). Am 5. Juni 1925 fusionierten auch die beiden Fraktionen im Parlament. Die übrig gebliebene Gruppierung der Linkssozialisten kandidierte 1926 unter dem Namen Estnische Arbeiterpartei (Eesti Tööliste Partei). Sie erhielt im neuen Parlament sechs Sitze.

## Wahlergebnis
Die Wahlrechtsänderung zeigte die erhoffte Wirkung: An der Wahl nahmen nur 14 Parteien teil. Davon schafften es zehn, einen Sitz im Parlament zu erringen.
Keine neue Partei zog ins Parlament ein. Die Kriegsveteranen, die 1923 nur 1,2 % der Stimmen und einen Abgeordnetensitz erhalten hatten, traten nicht mehr an. Die National-Freisinnige Partei (Rahvuslik-Vabameelne Partei), die bislang mit vier Abgeordneten vertreten war, verpasste den Einzug ins Parlament. Die Kommunisten waren im neuen Parlament nicht mehr vertreten. Sie hatten seit dem versuchten Staatsstreich vom 1. Dezember 1924 ihre Legitimation im demokratischen System Estlands eingebüßt.
Gewinner der Wahl war die sozialdemokratische Estnische Sozialistischen Arbeiterpartei (Eesti Sotsialistlik Tööliste Partei), die mit 24 Abgeordneten stärkste Fraktion wurde. Der Bund der Landwirte (Põllumeeste Kogud) und die Estnische Volkspartei (Eesti Rahvaerakond) konnten ihre Stellung im Parteiensystem festigen.
Die größten Stimmengewinne verzeichnete die Partei der „Siedler, Kleinbauern und Staatspächter“ (Asunikkude, Väikepõllupidajate ja Riigirentnikkude Koondus) unter Rudolf Penno. Sie konnte die Zahl ihrer Mandate von vier auf vierzehn erhöhen.

## Amtliches Endergebnis
- Anzahl der Wahlberechtigten: 701.769 (ohne Armeeangehörige)
- Abgegebene Stimmen: 514.595 (+ 12.306 Armeeangehörige)
- Wahlbeteiligung: 73,3 % (ohne Armeeangehörige)
- Ungültige Stimmen (einschl. Armeeangehörige): 3.421 (0,6 %)
- Gültige Stimmen (einschl. Armeeangehörige): 523.480 (99,4 %)

### Im Parlament vertretene Parteien
| Partei | Partei                                                                   | deutscher Name                                                                                | politische Orientierung      | % (Wahl 1926) | Sitze (Wahl 1926) | % (Wahl 1923) | Sitze (Wahl 1923) |
| ------ | ------------------------------------------------------------------------ | --------------------------------------------------------------------------------------------- | ---------------------------- | ------------- | ----------------- | ------------- | ----------------- |
|        | Eesti Sotsialistlik Tööliste Partei                                      | Estnische Sozialistische Arbeiterpartei                                                       | sozialdemokratisch           | 22,9 %        | 24                | 18,7 %        | 20                |
|        | Põllumeeste Kogud                                                        | Bund der Landwirte                                                                            | agrarisch-konservativ        | 21,4 %        | 23                | 21,6 %        | 23                |
|        | Asunikkude, Väikepõllupidajate ja Riigirentnikkude Koondis               | Vereinigung der „Siedler, Kleinbauern und Staatspächter“                                      | agrarisch; Mitte-links       | 13,5 %        | 14                | 3,8 %         | 4                 |
|        | Eesti Tööerakond                                                         | Estnische Arbeitspartei                                                                       | Mitte-links                  | 12,3 %        | 13                | 11,2 %        | 12                |
|        | Eesti Rahvaerakond                                                       | Estnische Volkspartei                                                                         | Mitte-rechts                 | 7,4 %         | 8                 | 7,5 %         | 8                 |
|        | Eesti Tööliste Partei                                                    | Estnische Arbeiterpartei                                                                      | linkssozialistisch           | 5,8 %         | 6                 | 9,5 %         | 10                |
|        | Kristlik Rahvaerakond                                                    | Christliche Volkspartei                                                                       | christlich-konservativ       | 5,4 %         | 5                 | 7,3 %         | 8                 |
|        | Vene Rahva ühendatud nimekiri                                            | Vereinigte Liste des russischen Volkes                                                        | russischsprachige Minderheit | 3,3 %         | 3                 | 4,1 %         | 4                 |
|        | Saksa-Balti Erakond                                                      | Deutsch-baltische Partei                                                                      | deutschsprachige Minderheit  | 2,5 %         | 3                 | 3,5 %         | 3                 |
|        | Üleriikline Majaomanikkude Seltside Liit ja teised eraomanduse pooldajad | „Gesamtstaatliche Union der Hauseigentümervereine und andere Befürworter des Privateigentums“ | Hauseigentümer               | 2,4 %         | 2                 | 2,2 %         | 2                 |

### 1926 bis 1929 nicht im Parlament vertretene Parteien
Die übrigen vier Parteien und Gruppierungen, die sich zur Wahl gestellt hatten, erhielten keine Abgeordnetenmandate:
- Eesti Üürnikkude Liit („Estnischer Mieterbund“): 1,3 %
- Rahvuslik-Vabameelne Partei („National-Freisinnige Partei“): 0,9 %
- Töörahva Liit („Union des Arbeitsvolks“): 0,7 %
- Maarahva Liit („Landvolkunion“): 0,3 %

## Regierungsbildung
Am 14. Juni 1926 endete die zweite Legislaturperiode des estnischen Parlaments. Am 22. Juni fand die Eröffnungssitzung des neu gewählten Parlaments statt.
Am 23. Juli 1926 bildete der bisherige Ministerpräsident Jaan Teemant vom Bund der Landwirte (Põllumeeste Kogud) auf Grundlage des Wahlergebnisses eine neue Regierung. Der breiten Koalition gehörten Vertreter des Põllumeeste Kogud (Bundes der Landwirte, PK), der Kristlik Rahvaerakond (Christlichen Volkspartei, KRE), der Eesti Rahvaerakond (Estnischen Volkspartei, ER), der Partei der Asunikud, riigirentnikud ja väikepõllupidajad („Siedler, Staatspächter und Kleinbauern“) und der Üleriikline Majaomanikkude Seltside Liit (Gesamtstaatlichen Union der Hauseigentümer, ÜMSL) an.